# 麦克法兰·史密斯
麦克法兰·史密斯是一家制药公司，总部位于苏格兰爱丁堡，成立于1815年。2022年6月从庄信万丰出售给 Altaris Capital Partners后，Macfarlan Smith更名为Veranova。Veranova是一家CDMO公司，专门从事专业和复杂活性药物成分（API）的开发和生产，在欧洲和北美都设有工厂。

## 背景

### J·F·麦克法兰
J·F·麦克法兰有限公司成立于1780年，当时是一家药剂供应商。1815年，英国皇家外科医学院执业医师约翰·弗莱彻·麦克法兰（John Fletcher Macfarlan）成为家族企业的所有人，并在爱丁堡购置了一家药店。他立即开始生产以鸦片为基础的药物阿片酊。1830年，麦克法兰开始与他以前的学徒大卫·雷尼·布朗（David Rennie Brown）合作，并将公司注册为J.F. Macfarlan and Co Ltd.。1832年，公司开始生产药用海洛因和盐酸嗎啡，并由此开发和生产了麻醉藥乙醚和氯仿。这使得公司能够根据合同为约瑟夫·李斯特开发无菌敷料。公司于1840年收购了生产生物鹼的阿比希尔（Abbeyhill）化学工厂，生产可待因。随后，公司于 1900年在爱丁堡诺斯菲尔德收购了另一处厂房，用于生产番木鳖碱。

### 邓肯·弗洛克哈特
约翰·邓肯于1780年出生于金罗斯。在爱丁堡做了五年学徒后，他直接去了伦敦，1806年回到伯斯开了一家药店。
1820年，邓肯将公司扩展到爱丁堡，之后他解散了与珀斯商店的合伙关系，并与威廉·弗洛克哈特（William Flockhart，也来自金罗斯）在爱丁堡建立了新的合伙公司，1833年公司更名为Duncan & Flockhart合伙公司，并于三年后注册成立。约翰·邓肯去世后（约1839 年），公司由他的儿子詹姆斯·邓肯博士接管。同年，公司开始生产乳糖酸，并从1847年起向詹姆斯·杨·辛普森爵士供应氯仿。公司规模不断扩大，并在两次世界大战期间为英國陸軍、英國皇家海軍和英国红十字会提供氯仿。第一次世界大战开始后，公司在沃里斯顿建立了一个药物种植农场，以确保供应。

### T&H 史密斯
1827 年，托马斯·史密斯（Thomas Smith）和他的兄弟亨利（Henry）在爱丁堡杜克街21-23号创办了T&H Smith，当时是一家药店。1839年4月13日，在威廉·福克斯·塔尔博特宣布他的照相制图工艺仅三个月后，T&H Smith 在《苏格兰人报》上刊登广告，提供相纸和化学品。1840 年，公司在城市北部名为布兰德菲尔德（Blandfield）的卡农米尔斯（Canonmills）买下了一块地皮，并将生产基地搬到了这里，公司开发出了第一种液体咖啡香精，后来又生产出了各种口味的軟性飲料。公司于1848年在伦敦开设了一家分公司，并于1851年发现了芦荟素。但公司的财富积累是从1855年第一支嗎啡注射液问世时开始的。T&H Smith是第一家生产出阿扑吗啡（Apomorphine）的公司，1887 年又生产出海洛因（Diamorphine）。1906年到1908年间，公司从卡农米尔斯搬到了爱丁堡郊区的戈尔吉（Gorgie），搬到了以前的啤酒厂，并将其重新命名为 “新布兰德菲尔德工厂”。第一次世界大战期间，公司为英国军队提供了吗啡和超过7500长吨（7600吨）的棉绒医用敷料。1919年，T&H Smith收购了格拉斯哥药房。1926 年，公司收购了约翰·麦凯化学公司，随后将其在澳大利亚、加拿大和新西兰的相关子公司纳入旗下。

## 成立
1962年，T&H 史密斯收购了邓肯·弗洛克哈特，随后与J·F·麦克法兰合并，成立了爱丁堡制药公司。1965年，葛蘭素史克收购了爱丁堡制药公司，并将其更名为麦克法兰·史密斯有限公司。
1958年，该公司在尝试开发牙科麻醉剂利多卡因时，发现了一种已知最苦的物质——苯甲地那铵。20 世纪 70 年代，它作为工业酒精的变性剂被开发出来，并作为Bitrex进行商业销售，是液体洗涤剂等家用产品的安全添加剂。Tesco是第一家在其产品上展示Bitrex品牌的超市。
196 年，该公司在肯尼思-本特利教授（本特利化合物）领导的研究小组中生产出了强效乙托啡。
麦克法兰·史密斯于1990年被管理层收购，1993年以控股公司 Meconic（希腊语中罌粟的意思）的名义在伦敦证券交易所上市。

## 现状
2022年6月，庄信万丰将其健康部门（包括麦克法兰·史密斯）出售给Altaris Capital Partners。公司随后更名为Veranova。Veranova致力于为制药和生物技术客户开发和生产专业和复杂的活性药物成分 (API)。公司在欧洲、北美和亚洲均设有工厂。
2001年，莊信萬豐公司收购了Meconic，并将其并入精细化工和催化剂部门。
2006 年底，英國政府允许麦克法兰·史密斯公司以药用为目的在英国种植罌粟，以应对该公司主要原材料罂粟秆浓缩物全球价格的上涨。主要的罂粟田位于英格兰的迪德科特。截至2012年，这些罂粟在多塞特郡、汉普郡、牛津郡和林肯郡种植，是单一付款计划农场补贴认可的春播间作作物。公平贸易办公室提醒政府注意他们在英国的垄断地位以及在全球范围内的海洛因生产，并建议予以考虑。政府的答复主张维持现状，担心干预可能导致公司停产。
此后，英国政府反驳了英國內政部的建议，即阿富汗的鸦片种植可以合法化，以便出口到英国，帮助减少贫困和内战，同时帮助國民保健署满足对嗎啡和海洛因的大量需求。在英国种植罂粟不需要许可证，但希望提取鸦片作为药用产品的人需要许可证。
麦克法兰·史密斯现在已成为世界领先的鸦片生物碱生产商之一。他们与庄信万丰集团旗下的姊妹公司一起，可以提供从药物发现到批量生产的全方位药物开发服务。